# Mittelselbach

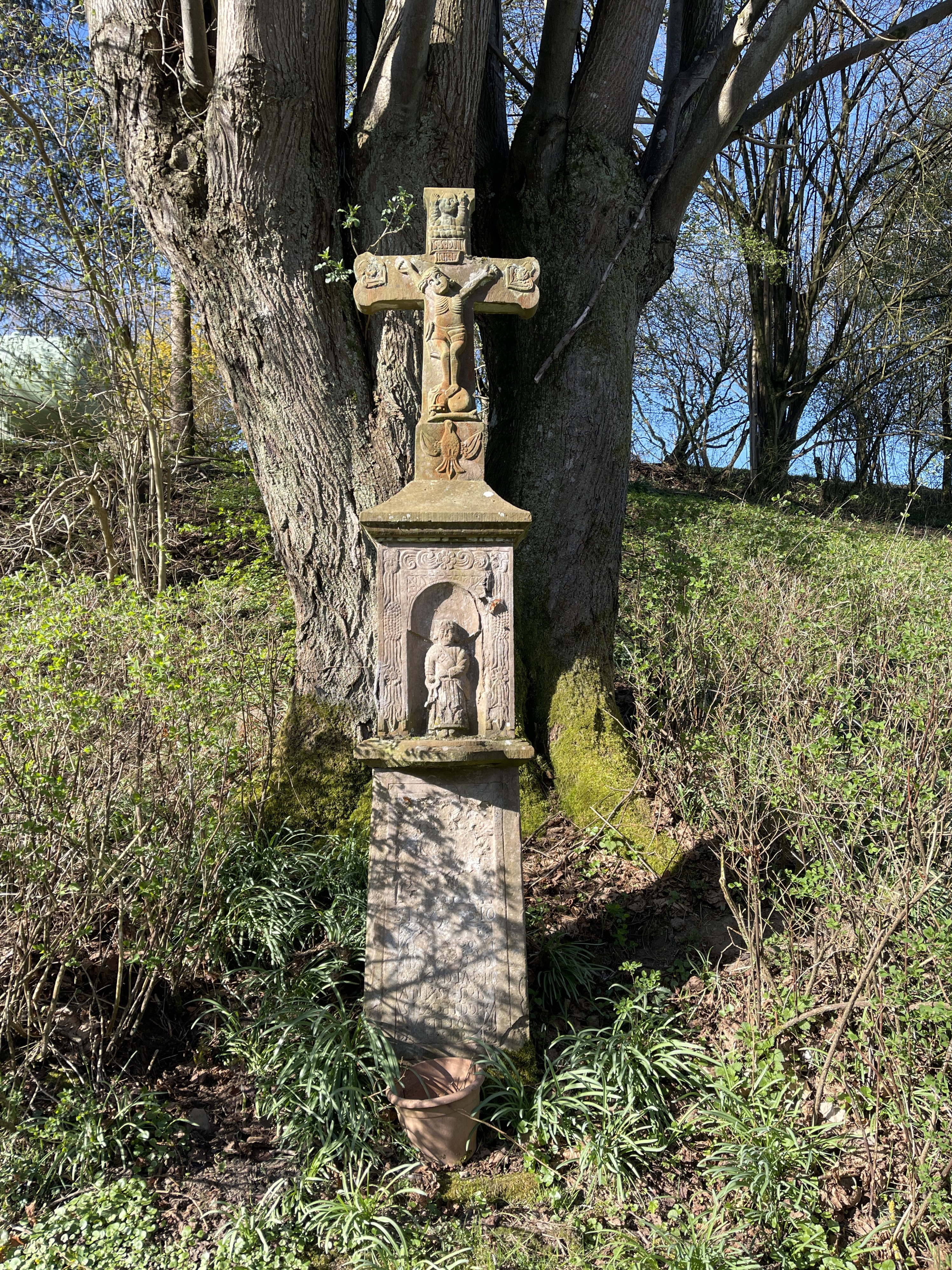
Baudenkmal Wegekreuz in Mittelselbach

Mittelselbach ist ein Wohnplatz in der Gemeinde Kürten im Rheinisch-Bergischen Kreis.

## Lage und Beschreibung
Der Ort liegt im Osten der Gemeinde zwischen Oberselbach und Unterselbach.

## Geschichte
Die Topographia Ducatus Montani des Erich Philipp Ploennies aus dem Jahre 1715, Blatt Amt Steinbach, belegt, dass der Ort bereits 1715 als Ort mit mehreren Höfen bestand und als Seelbach bezeichnet wurde. Aus der Charte des Herzogthums Berg 1789 von Carl Friedrich von Wiebeking geht hervor, dass Mittelselbach zu dieser Zeit Teil der Honschaft Olpe im Kirchspiel Kürten im Landgericht Kürten war. Er benennt den Ort als Sellbach.
Unter der französischen Verwaltung zwischen 1806 und 1813 wurde das Amt Steinbach aufgelöst und Mittelselbach wurde politisch der Mairie Olpe im Kanton Wipperfürth  im Arrondissement Elberfeld zugeordnet. 1816 wandelten die Preußen die Mairie zur Bürgermeisterei Olpe im Kreis Wipperfürth.
Mittelselbach gehörte zu dieser Zeit zur Gemeinde Olpe.
Der Ort ist auf der Topographischen Aufnahme der Rheinlande von 1824 als Mittel Selbach und auf der Preußischen Uraufnahme von 1840 als Mittel Selbach verzeichnet.
Ab der Preußischen Neuaufnahme von 1892 ist er auf Messtischblättern regelmäßig als Mittelselbach verzeichnet.
Der 1845 laut der Uebersicht des Regierungs-Bezirks Cöln als Hof kategorisierte Ort besaß zu dieser Zeit vier Wohnhäuser. Zu dieser Zeit lebten 20 Einwohner im Mittel-Selbach genannten Ort, davon alle katholischen Bekenntnisses.
Die Gemeinde- und Gutbezirksstatistik der Rheinprovinz führt Mittelselbach 1871 mit fünf Wohnhäusern und 20 Einwohnern auf.
Im Gemeindelexikon für die Provinz Rheinland von 1888 werden fünf Wohnhäuser mit 25 Einwohnern angegeben und der Ort mit Mitte Selbach bezeichnet.
1895 hatte der Ort fünf Wohnhäuser und 20 Einwohner.
1905 besaß der Ort zwei Wohnhäuser und elf Einwohner und gehörte konfessionell zum katholischen Kirchspiel Olpe.
1927 wurden die Bürgermeisterei Olpe in das Amt Olpe überführt. In der Weimarer Republik wurden 1929 die Ämter Kürten mit den Gemeinden Kürten und Bechen und Olpe mit den Gemeinden Olpe und Wipperfeld zum Amt Kürten zusammengelegt. Der Kreis Wipperfürth ging am 1. Oktober 1932 in den Rheinisch-Bergischen Kreis mit Sitz in Bergisch Gladbach auf.
1975 entstand aufgrund des Köln-Gesetzes die heutige Gemeinde Kürten, zu der neben den Ämtern Kürten, Bechen und Olpe ein Teilgebiet der Stadt Bensberg mit Dürscheid und den umliegenden Gebieten kam.

## Sehenswürdigkeiten
Am nördlichen Ortseingang steht unter einem großen Baum ein aus Sandstein gefertigtes Wegekreuz aus der 2. Hälfte des 18. Jahrhunderts, das unter der Nr. 65 in der Baudenkmalliste der Gemeinde Kürten eingetragen ist. Es zeigt in der Muschelnische das Flachrelief des Hl. Petrus, darüber Ranken und ein Kreuz mit Christusfigur als Flachrelief.

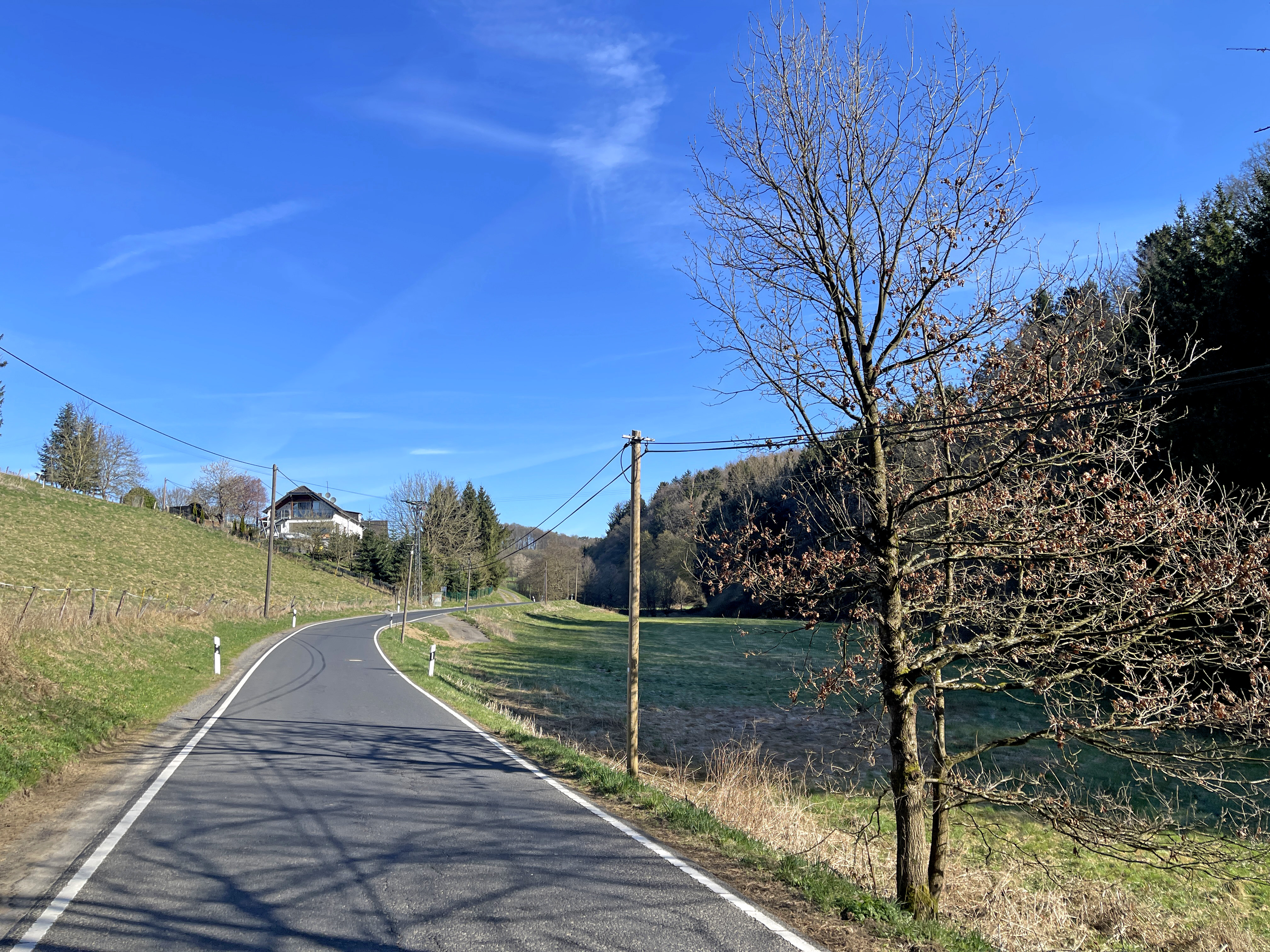
Mittelselbach in der Aue des Selbachtales
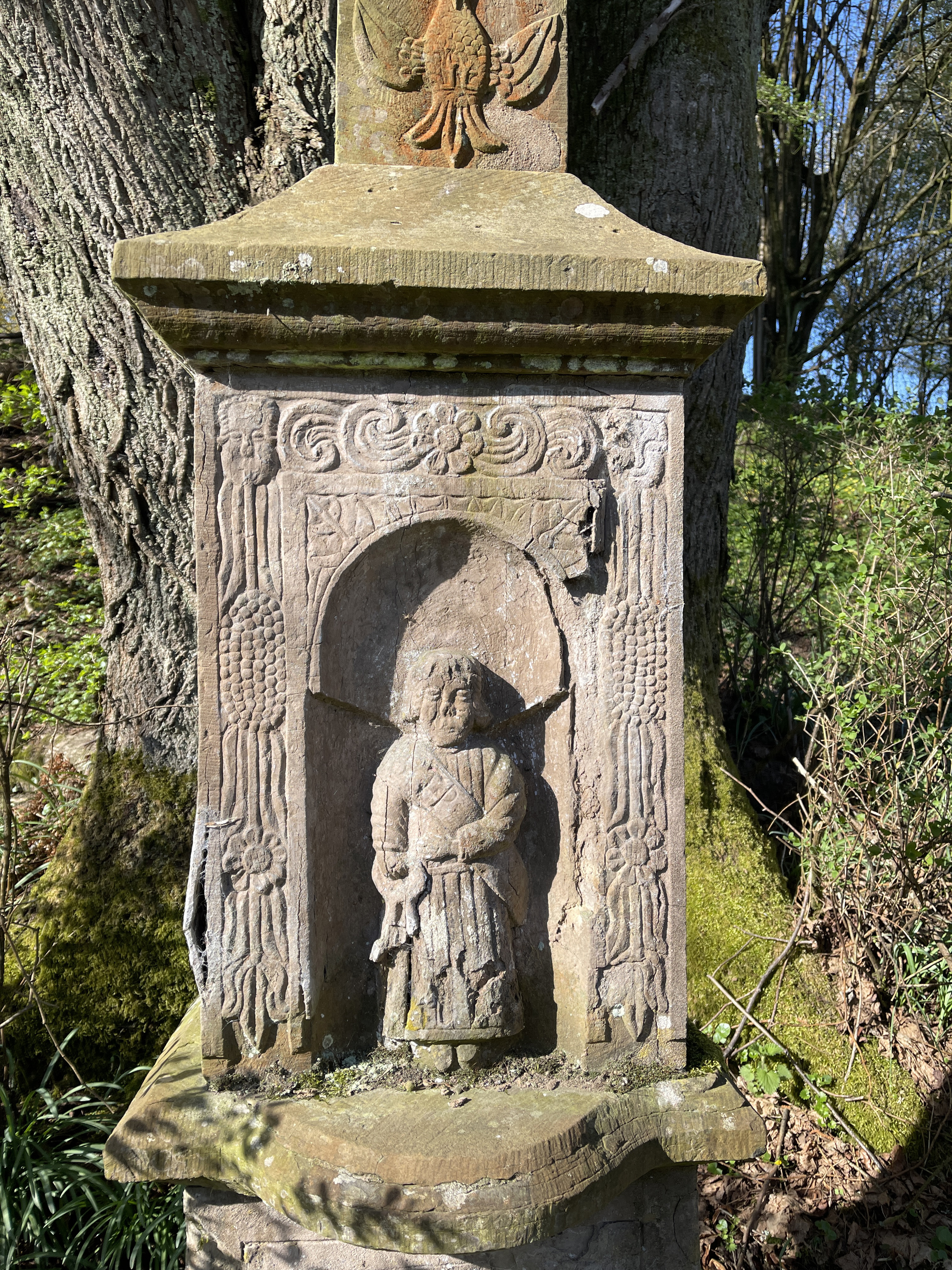
Hl. Petrus Detail des Wegekreuzes
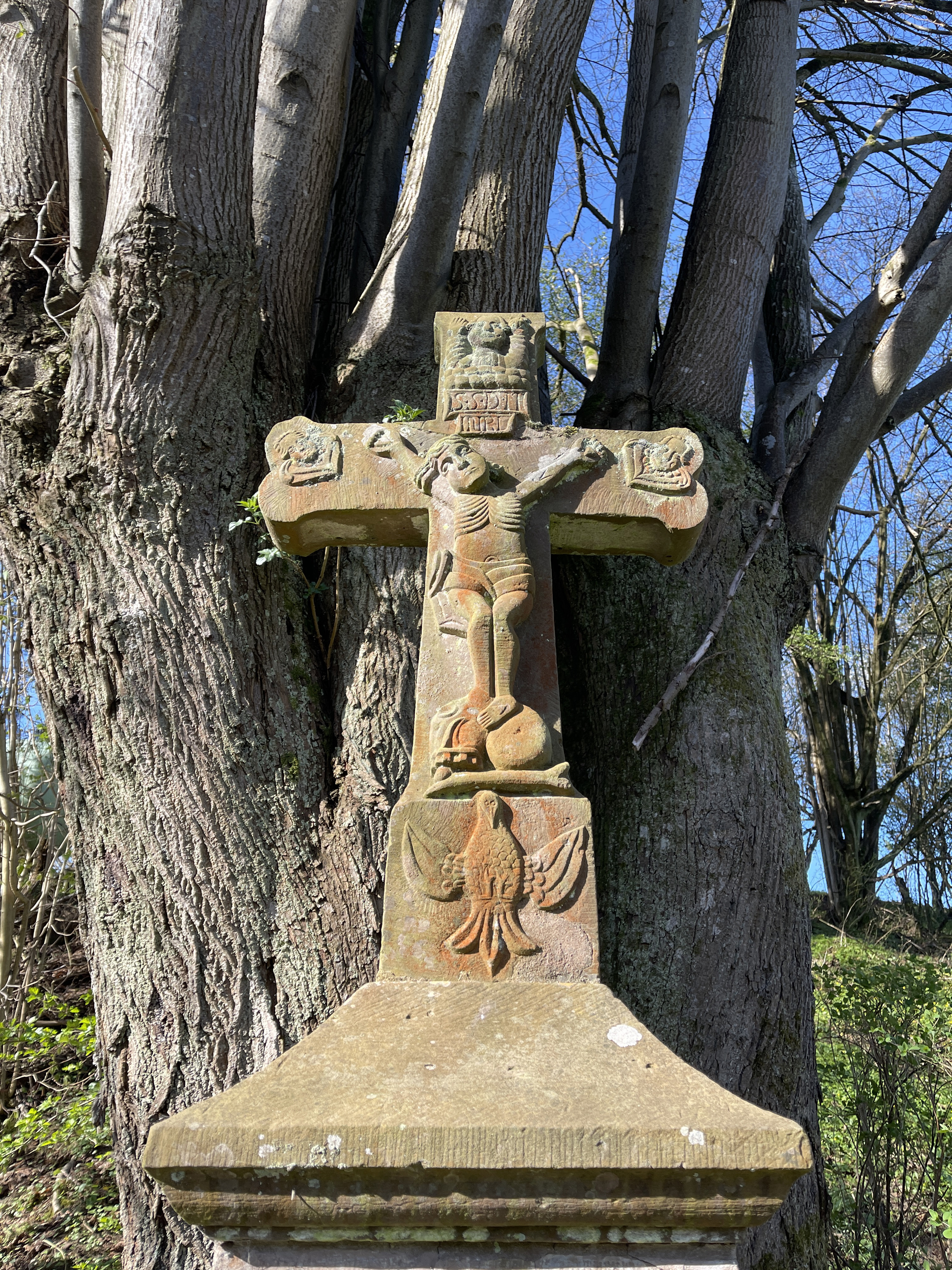
Oberer Teil des Wegekreuzes